# ألان كوركوران
ألان كوركوران (بالإنجليزية: Alan Corcoran)‏ هو لاعب قذف أيرلندي، ولد في 1989 في Bagenalstown ‏ في جمهورية أيرلندا.